# سارا لی
سارا لی (انگلیسی: Sara Lee) شرکت صنایع غذایی آمریکایی است، که در سال ۱۹۳۹ تأسیس شد.